# Susan Travers

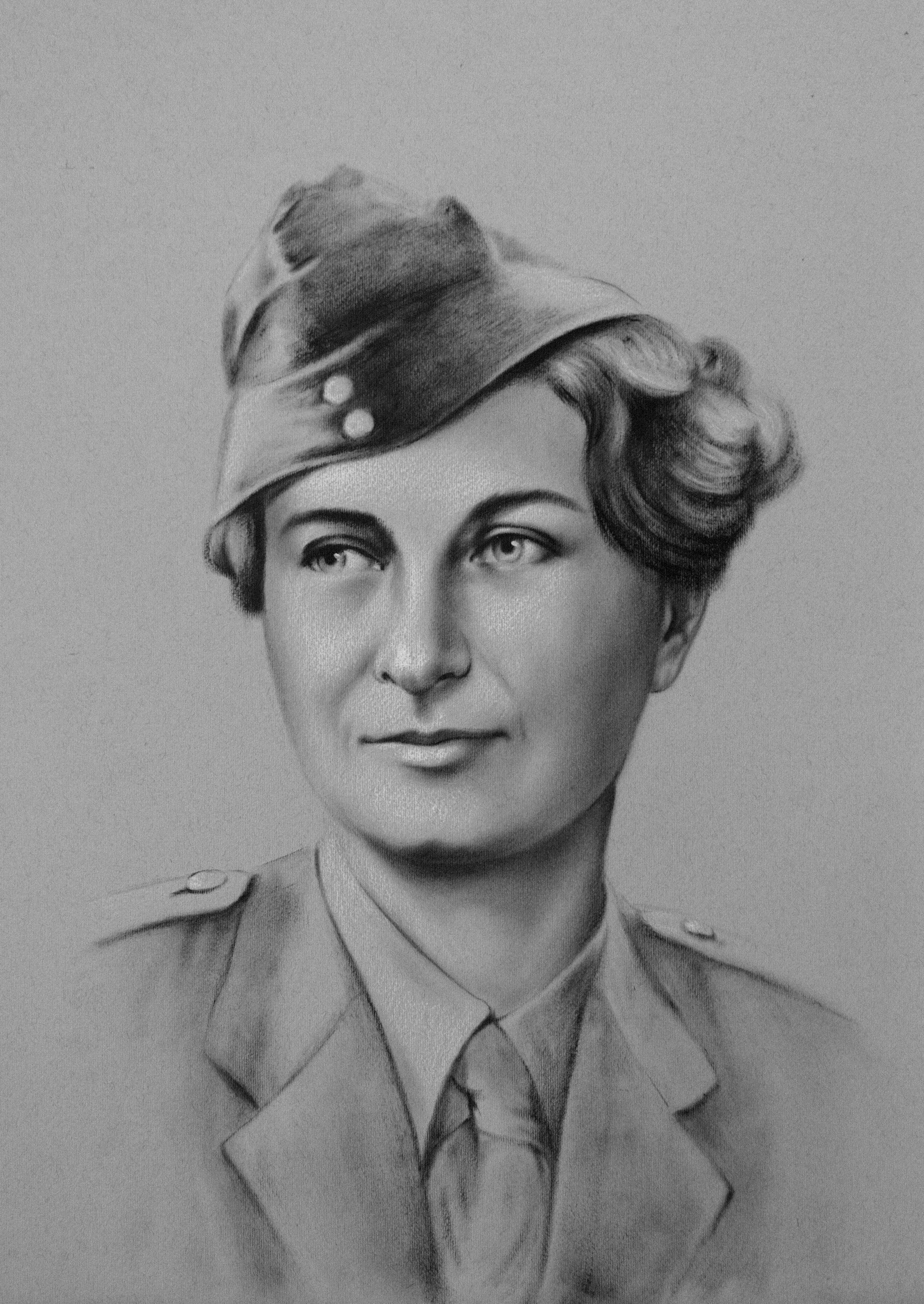
Susan Travers

Susan Travers (Londen, 1909 – Montpellier, 2003) was een Engelse verpleegkundige, die door haar inzet in de Tweede Wereldoorlog als eerste en enige vrouw in de geschiedenis van het Franse vreemdelingenlegioen de Ridderorde van het Legioen van Eer ontving.

## Biografie
Op 12-jarige leeftijd verhuisde Travers met haar ouders en broer naar Frankrijk, waar zij opgroeide aan de Franse Rivièra in een welvarend gezin. Op 17-jarige leeftijd leerde zij autorijden, wat in die tijd bijzonder was voor een jong meisje.
Zij leefde een jetset-leven aan de Côte d'Azur, verbleef in Wenen, Boedapest, St. Moritz en Parijs, met vele party's, tennistoernooien, paardrijden, en vele aanbidders. Aan het begin van de Tweede Wereldoorlog in 1939 meldde zij zich aan als vrijwilliger bij het Franse Rode Kruis als ambulancebestuurder. Daarvoor moest zij eerst een verpleegstersopleiding volgen.
Na uitgezonden te zijn naar onder andere Noorwegen en Schotland lukte het haar als enige vrouw zich aan te sluiten bij het Franse Vreemdelingenlegioen. In 1940 werd Travers de persoonlijke chauffeur van kolonel Koenig in Noord-Afrika. Er bloeide tussen hen een passionele relatie op, die na de oorlog, terug in Europa, niet standhield. Aan zijn zijde overleefde ze veldslagen, onder andere de Slag bij Bir Hakeim, die van doorslaggevend belang waren voor het verloop van de oorlog.
Na de oorlog werd Travers gedecoreerd met de Médaille militaire, de hoogste militaire onderscheiding, en als enige vrouw in de geschiedenis van het Vreemdelingenlegioen met de Ridderorde van het Legioen van Eer.
In 1947 trouwde zij in Indochina met onderofficier Nicholas Schlegelmilch, met wie zij twee zoons kreeg.
Na zijn dienstverband keerden zij terug naar Frankrijk in Montpellier, waar ze in 2003 overleed.
Samen met Wendy Holden schreef Travers het boek Een liefde in Afrika over haar leven.